# Каннибалы (фильм, 1981)
«Каннибалы» (итал. Cannibal Ferox) — низкобюджетный итальянский фильм ужасов о каннибалах Амазонии. Фильм снят в 1981 году Умберто Ленци, который также написал сценарий к фильму.

## Сюжет
Нью-Йорк. На квартире наркоторговца Майка Логана происходит убийство его дилера. Сам Майк исчез вместе с 100 000 долларов бруклинской мафии.
Амазония. Студентка Глория, пишущая диссертацию на тему «Каннибализм как организованная практика человеческого общества — не существует», вместе со своим братом Руди и подругой Пет решают попасть в деревню, про которую в прессе писали, что там были случаи людоедства. Глория считает, что опровержение этих фактов будет серьёзным подспорьем к диссертации. По дороге их джип застревает в болоте, так что дальше исследователям приходится идти пешком. Они неоднократно видят, как животные джунглей пожирают друг друга, а также видят аборигена, поедающего гусениц. Вскоре после этого находят трупы двух убитых индейцев, а затем встречают двоих американцев — Майка Логана и его напарника Джо, который серьёзно ранен. Те рассказывают, что находились в плену у индейцев и им чудом удалось сбежать, а их проводника съели каннибалы. Майк настаивает, что необходимо как можно быстрее покинуть этот район. После ночёвки выясняется, что Глория пропала. Американцы делятся на две группы: Руди с Джо, а Майк с Пэт. Мужчины заходят в деревни, где видят привязанные к столбам останки человека. Однако в деревне только старики, не проявляющие агрессии. Тем временем Майк находит Глорию, попавшую в ловчую яму. Он освобождает девушку, однако при этом жестоко убивает попавшую в ту же западню свинью, чем шокируют девушек. В итоге вся группа собирается в деревне.
Состояние Джо резко ухудшается. Его заносят в одну из хижин и пытаются лечить средствами из аптечки. Майк предлагает оставить Джо, однако остальные отказываются покинуть больного. В итоге все остаются. У Пэт возникает роман с Майком. Потом Майк предлагает девушке заняться групповым сексом с одной из обитательниц деревни. Однако выясняется, что его цель не интим, а издевательства над аборигенкой. Индианка пытается сбежать, однако выстрел Майка настигает её. На звук приходит Руди, который крайне возмущён произошедшим и пытается с помощью кулаков вразумить насильника. Их драку прерывает крик Глории, которая обнаружила, что Джо стало хуже. Майк обещает найти растение, с помощью которого можно уменьшить жар. Тем временем индейцы едят сырое мясо пойманной черепахи.
Перед смертью Джо рассказывает, что было на самом деле. Майк приехал в Амазонию в поисках изумрудов. Они находят индейца, который нашёл драгоценные камни. Тот соглашается быть их проводником. В качестве доказательства индеец демонстрирует три неогранённых изумруда. Майк и Джо приходят в деревню индейцев, где пытаются искать камни. Тогда Майк избивает индейца, а затем подвергает его пыткам с целью узнать, где находятся другие изумруды, после чего авантюристы бегут из деревни. Рассказав эту историю, Джо умирает.
Нью-Йорк. Полицейские, расследующие убийство в квартире Майка, выходят на его квартирную хозяйку Мирну. Однако та отказывается сотрудничать с полицией.
Амазония. Глория и Руди решают покинуть деревню, однако выясняется, что Майк и Пэт исчезли вместе со всем снаряжением. Тем временем в деревню приходят индейские охотники. Обнаружив тело Джо, индейцы извлекают его внутренности и поедают их. Затем индейцы обнаруживают и пленяют исследователей, а их другая группа приводит в деревню Майка с его спутницей. Индейцы привязывают Майка к столбу и подвергают истязаниям. В итоге один из аборигенов отрезает половой член авантюриста и съедает его.
Нью-Йорк. Члены мафии выходят на Мирну. Только вмешательство полиции спасает её. В итоге девушка понимает, что сотрудничать с властями необходимо для спасения жизни. Она сознаётся, что была сожительницей Майка, а сейчас её бойфренд находится в Амазонии.
Амазония. Индейцы везут пленников в другую деревню. По дороге Руди пытается бежать, однако получает травму и пытается спрятаться в протоке. Однако его рана привлекает пираний. Выскочив из воды, Руди пытается искать помощи у индейцев, однако те убивают его. Майка и девушек приводят в деревню, где мужчину сажают в вырытую в земле яму, а Глорию и Пэт в куполообразное сооружение.
Мирна приезжает в Амазонию, где узнаёт, куда направился Майк. Местная полиция предоставляет ей и полицейскому из США гидроплан. Тем временем Майку удаётся бежать, но индейцы догоняют его. В итоге его снова приводят в деревню. Также наступает и черёд девушек — груди Пэт пронзают железными крюками, а затем подвешивают на них.
Мирна находит брошенный джип. После приземления гидроплана полицейские встречают индейцев, которые показывают вещи американцев. Однако они говорят, что американцы погибли после того как их каноэ перевернулась. Удовлетворённые этой версией, полицейские улетают.
Тем временем Пэт умирает, а Майка индейцы помещают под особый стол, в котором есть отверстие для макушки. Затем они срубают при помощи мачете черепную коробку и поедают его мозг. Ночью Глории помогает бежать один из индейских юношей, который потом попадает в ловушку из заострённых кольев. Девушка остаётся одна в джунглях, но через какое-то время её находят охотники за экзотическими животными.
Нью-Йорк, три месяца спустя. Церемония по присуждению академической степени Глории. Её диссертация посвящена «развенчанию мифа о каннибализме». Гибель своих путников девушка представила как результат катастрофы с каноэ.

## В ролях
- Джованни Ломбардо Радиче — Майк Логан
- Лоррейн Де Селле — Глория Дэвис
- Данило Маттеи — Руди Дэвис
- Зора Керова — Пэт Джонсон
- Уолтер Люччини — Джо Костолани
- Фьямма Мальоне — Мирна Стенн
- Роберт Керман — лейтенант Риццо
- Джон Барта — бруклинский мафиози
- Венантино Венантини — сержант Росс
- Перри Пирканен — Пол

## Саундтрек
Саундтрек к фильму был написан и исполнен Роберто Донати и Фьаммой Мальоне (под общим псевдонимом Бади Мальоне). Отдельно он был впервые выпущен в 1998 году на CD от Blackest Heart Media. Эта версия CD также содержит треки Фабио Фрицци для фильма «Зомби 2». В 2014 году саундтрек «Каннибалов» был переиздан на студии One Way Static Records. В виниловом издании есть четыре бонус-трека и обширные вкладыши Роберто Донати.